# Кајс ибн Сад
Кајс бин Сад (арапски: قيس بن سعد) je заузимаo истакнуто место у исламу. Као један од великих вођа муслиманске војске, Кајс ибн Сад био је познат по својој одлучној одбрани у биткама. Његова жеља да очисти душу, помогла му је да стeкне част тиме што је био један од великих пратилаца исламског пророка Мухамеда. Кајс је такође био један од најоданијих пратилаца Али ибн Аби Талиба.

## Рођење, детињство и младост
Кајс бин Сад је рођен у Медини негде у време Мухамеда. Његов отац је био Сад ибн Убада, вођа племена Хазрџа (племе које је било познато по својој дарежљивости).
Пре преласка на ислам, Кајс ибн Сад је био лукав до те мере да га нико није успео надмашити. Он ће своју лукавост искористити да за кратко време преобрати људе из Медине и њене околине.

### Прелазак у ислам
Након што је Сад прешао на ислам, представио је Кајса Мухамеду. Сад је рекао Мухамеду,
"Ово је од сада твој слуга."
Мухамед је био задовољан квалитетима које је поседовао Кајс. Кајс је тада седео поред њега. А Мухамад је тада рекао Кајсу:
"Ово место ће увек бити твоје до краја живота."
Кад је Кајс прихватио ислам, он је у потпуности променио свој живот, став, визију и расположење. Кроз ислам, Кајс је научио како да се према људима понаша искрено и да не посеже за преваром.Одустао је од свог лукавства у опхођењу са људима и посветио се томе да постане истински и искрен муслиман.Међутим, било је тренутака у његовом животу (у тешким ситуацијама) у којима је био у искушењу да користи своје лукаве способности како би преварио људе. Али, Кајсова искреност према исламској религији помогла му је да надвлада искушења. Сам Кајс изјављује,
"Да није ислама, употребио бих своју вештину да надмудрим све Арапе."
"Да нисам чуо Посланика како говори да лукавост и обмана бораве у паклу, био бих најстручнији човек нације."

## Кајсова титула
Кајс је додељена титула Ел Ансари. Ел Ансари значи помоћник.

## Кајсове особине
Породица Кајс била је позната по својој великодушности. Чак их је и Мухамед хвалио изјављујући,
"Великодушност је доминантна особина ове породице."
Обичај преисламског арапског језика био је да богати људи током дана ангажују криера (најављивача) да стоји на повишеном месту и да позива госте и пролазнике да дођу у њихову кућу да једу храну и одморе се.  А ноћу би криери запалили ватру да би странце водили ка местима где се јела послужују. Људи из време преисламске Арабије, рекли би,
"Ко воли масно месо, мора отићи у кућу Дулајма ибн Хартитана."
Дулајм је био прадеда Кајса. Одгајан у породици која је позната по својој дарежљивости. Кајс је такође наследио особину великодушности. Кајсова великодушност надмашила је његову памет. Кајс је такође био познат по својој добротворној помоћи. Документовано је да су једног дана Ебу Бекр и Омар изјавили,
„Ако бисмо пустили овог момка да поклони своју великодушности, он би исцрпио богатство свог оца.“ Када је његов отац, Сад ибн Убада чуо њихове коментаре, одговорио је: „Абу Кухафа и Ибн ел Хатаб нису морали да покушавају да охрабре мог син да постане тврдица. "
Како би указао на своју великодушност, Кајс је личнопозајмио (суочавајући се са грубим временима) велику количину новца. Када је дошло време отплате, човек је отишао да врати новац који му је Каис позајмио. Међутим, Каис је одбио да врати новац назад и изјавио,
"Никада не узимам ништа што сам дао."
Познато је да је Кајс такође био оштроуман и спретан. Кајс није имао карактеристике вође осим традиционалне арапске браде. Ансар то користи да задиркује Кајса говорећи:
"Кад бисмо само могли да му купимо браду."

## Гувернерство над Египтом
Имам Али је одабрао Кајс ибн Сада за гувернера Египта. Вилферд Маделунг у својој књизи Сукцесија Мухамеду: Студија раног калифата говори о именовању Кајс ибн Сада за гувернера Египта изјављује,
"То је био чин репарације према Ансару и Курејска опозиција у Меки морала га сматрати потврдом свог страха да је Али желео да укине њихов привилеговани статус владајуће класе у исламу."
Имам Али одабрао је Кајса над Мухамедом ибн Абу Худаифом, кога су египатски побуњеници сматрали својим вођом и имали су контролу над ел Фустатом. Маделунг наводи,
"Он (Имам Али) се није осећао дужан египатским побуњеницима, који су се вратили кући, као што је то чинио ел Аштару и Куфјанима, и желео је да се држи на удаљености од њих."
Такође је одбацио Амр ибн Ас-а, присталицу Муавије, као кандидата, иако је Аиша тражила његов повратак на исту функцију због његове популарности у војсци Египта. Маделунг такође наводи,
"Амр-ова водећа улога у агитацији против Утмана, заснована на мотивима личног интереса, а не на исламским принципима, тешко би се могла свидети Алију. Амр је био врста бескрупулозног опортунисте са којим Али није желео да оптерети своју владавину."
Према Сахл ибн Сад ел-Саиди из племена Хазраџ,
"Али је предложио Кајс ибн Саду да изабере војну стражу која ће га пратити при одласку у Медину, али Кајс је одбио наводећи да ако у Египат може ући само са војном пратњом, радије никада неће ући у земљу."
Кајс је тада отишао са само седам пратилаца и успео је да стигне до Ел Фустата без икаквих брига / проблема. Доне је и писмо Имама Алија којим је египатске муслимане обавестио о свом (Кајсовом) именовању и прочитао га у џамији. Писмо је написано у Сафару 36 ГХ (јул 656. н. е.), отприлике два месеца након приступања Имама Алија код Убаидула ибн Аби Рафија. Имам Али је споменуо да су Мухамеда најпре наследиле две особе, након чега је владар (Утман) преузео власт и увео новотарије тако да је заједница протестовала и замерила му то. Маделунг коментарише,
"Није се спомињала Утманова насилна смрт и улога коју су играли египатски побуњеници. Али очигледно није хтео да се дотакне догађаја који су се одиграли."
Након што се обратио писмом, Кајс је том приликом похвалио Имама Алију као најбољег човек након Мухамеда. Он је такође од египатског народа примио бајете (обећања о оданости) за имама Алију.
Као гувернер, Кајс није предузео веће кораке против Утманових устаника, који су се поделили у селу Харбита близу Александрије након побуне Мухамеда ибн Абија Худаифе. Утманови устаници су се борили против Кајс ибн Сада под својим вођом Јазид ибн ел Харит ел Маудлијем из Кинане. Обавестили су Кајса да желе да виде како се ствари развијају. Затим су навели да се неће мешати са његовим порезницима и да неће подићи оружје против њега. Кајс је пристао на њихов захтев и није покушао да их натера да обећају верност (Утманови устаници ће касније обећати верност Муавији уместо Имаму Алију). Маслама ибн Мухалад ел Саиди, сродник Кајса, позвао је на одмазду због крви Утмана. Међутим, Кајс је уверио Маслама да ни под којим околностима не жели да га убије. Као резултат, Маслама се обавезао да се неће супротставити Кајсу све док Кајс буде гувернер Египта. Споразум (са Утмановим следбеницима) омогућио је да прикупе порез широм земље Египта.
Мухамед ибн Аби Худаифа и египатски побуњеници нису споменути у извјештајима Сахл ибн Сада.
Према ел Лаит ибн Саду, Египћанину, Мухамед ибн Худаифа је напустио Египат због Медине када је Кајс именован за гувернера како би се придружио имаму Алију. Када је стигла вест да је Мухамед отишао из Египта и да је на путу за Медину, затражио је од својих поданика да ухвате Мухамеда и доведу га у Шам (Дамаск). Након што је Мухамед доведен у Дамаск, Муавија га је затворио. Мухамед је успео да побегне из затвора, али су га Јеменци убили на Дул Хиџи 36 ГХ (мај 657. н. е.).

## Војна каријера

### Шурта ел Хамис
Кајс ибн Сад је био заповедник Шурта ел Хамиса, војне јединице која је подржавала Имам Алију и Ахл ел Бајта у Ираку. Шурта ел Хамис састојао се од четрдесет хиљада људи који су лично били одани имаму Алију.

### Битка код Сифина
У бици код Сифина, Кајс је стао на страну Имама Алија против Муавије. Кајс се придружио Сахл ибн Хунајфу, једном од гувернера имама Алије, јер је кренуо да се придружи имаму Алију у бици код Сифина.Затим је постављен за једног од заповедника војске Имама Алија; командовао је војницима из Басре. Кајс је добио бригаду од преко 10 000 људи. Шестог дана битке код Сифина, Кајс ибн Сад ел Ансари нашао се са војском како би се борио против ибн Ди'л-Кале и његовог контингента. Уследиле су жестоке борбе. За време рата, Кајс је седео и смишљао завере због којих би Муавија и његова војска били најгори губитници. Што је више размишљао о заплетима, то је више схватао да су зле и опасне. Кајс је подсетио себе на Алахове свете речи:
"Али злобна завера обухвата само оног ко је створи." (Сура Фатир 35:43)
Као резултат тога, Кајс је одбацио завере и тражио опрост од Алаха.

## Након мучеништва Имама Алија
Сулајм ибн Кајс каже:
"Муавија је дошао (да обави) хаџ током свог калифата. То је било након убиства имама Алије и након мировног уговора са имамом Хасаном. Мединци (људи Медине) су га примили. Међу њима је био и Кајс ибн Сад, који је био шеф Ансара (помагачи) и син њиховог поглавара. Тако се водио разговор између њих (Кајс ибн Сад и Муавија).

## Смрт
Кајс је умро у 59. години (678—679. Г.) у Медини.

## Заоставштвина
Анас ибн Малик, пратилац Мухамеда,
"Кајс ибн Сад ибн Убада је био Посланику попут врховног официра команданту."